# Застава Бугарске
Застава Бугарске се састоји од три једнака водоравна поља, беле (врх), зелене, и црвене боје.
Бела представља мир, зелена представља плодност бугарских земаља, а црвена храброст народа.

## Историја
Првобитно су коришћене Пан-словенске боје, које су изведене из Пан-славизма (19. век). Средишња трака је била плава, тако да је застава била слична застави Русије. Ипак, након стицања независности, 1878. године, плава боја је промењена у зелену - у време свих бугарских устанака војводе су користиле зелену заставу са златним лавом и мотом: „Свобода или смърт“ - Слобода или смрт.
Предлог за заставу Источне Румелије, некадашње турске провинције, а сада дела Бугарске, се такође првобитно састојала од истих боја.
У каснијој историји, бивши, комунистички грб са леве стране белог поља је уклоњен након 1989. - на њему је био лав, са венцем пшенице, испод црвене петокраке, и изнад траке на којој су писале године - 681, година оснивања прве бугарске државе, и 1944, година када је успостављена комунистичка власт кроз пуч.

## Облик, боја и величина
Облик и боја националне заставе Бугарске су наведени Уставу Републике Бугарске.
Чл. 166.: Застава Републике Бугарске је тробојна: бела, зелена и црвена, постављене хоризонтално.
Детаљи облика, величина и боје се одређује према Закону о Државном печату и националној застави Републике Бугарске.
- Облик - правоугаони у размери 3:5.
- Величина: 18 cm x 30 cm, 24 cm x 40 cm, 90 cm x 150 cm, 129 cm x 215 cm
- Боје:
  - бела - степен белине не мањи од 80%
  - зелена - број 17-5936 ТС на Пантон скали
  - црвена - број 18-1664 ТС на Пантон скали.

Стандардни модели за боје националне заставе се чувају у Одбору за нормизацију и мере.

## Галерија
- Првообраз бугарске заставе.
- Бугарска застава (1946−1948).
- Бугарска застава (1948−1967).
- Бугарска застава (1967−1971).
- Бугарска застава (1971−1990).
- Ратна застава Бугарске